# NGC 6890
NGC 6890 est une galaxie spirale située dans la constellation du Sagittaire. Sa vitesse par rapport au fond diffus cosmologique est de 2 261 ± 27 km/s, ce qui correspond à une distance de Hubble de 33,4 ± 2,4 Mpc (∼109 millions d'al). NGC 6890 a été découverte par l'astronome britannique John Herschel en 1834.
Trois des sources consultées indiquent que NGC 6890 est une spirale barrée, mais on ne voit guère de barre sur l'image obtenue des données du télescope spatial Hubble. La classification de la base de données NASA/IPAC semble mieux décrire cette galaxie, du moins dans le domaine de la lumière visible. Dans la  bande K infrarouge cependant, NGC 6890 présente une barre centrale d'environ 22 secondes d'arc dont l'ellipticité maximale est de 0,36. L'angle de position de celle-ci est de 179°.
La classe de luminosité de NGC 6890 est II. De plus, c'est une galaxie active de type Seyfert 2. 
À ce jour, une mesure non basée sur le décalage vers le rouge (redshift) donne une distance d'environ 31,800 Mpc (∼104 millions d'al). Cette valeur est à l'intérieur des valeurs de la distance de Hubble.

## Trou noir supermassif
Une étude  réalisée en 2007  auprès de 90 galaxies de type Seyfert 2 utilisant la dispersion des vitesses a permis d'estimer la masse des trous noirs supermassifs centraux de celles-ci. Pour NGC 6890, la masse du trou noir est égale à 3,0 × 106 {\displaystyle M_{\odot }} (106,48).